# Jacoba Atlas
Jacoba Atlas es una productora ejecutiva estadounidense en televisión, que también publica como periodista, crítica musical, novelista, guionista y documentalista. Ganó un premio Peabody, un premio Emmy y un premio CableACE por Survivors of the Holocaust (1996), un documental de televisión realizado para TBS.
Atlas fue crítica de rock y crítica de cine en la década de 1970 y se desempeñó como corresponsal en la costa oeste de Melody Maker en el Reino Unido. Escribió para KRLA Beat, Los Angeles Free Press y varias otras publicaciones. Se pasó a la televisión, trabajando para NBC News en la década de 1980, ascendiendo a productora sénior en el programa Today. Cofundó VU Productions con Pat Mitchell en 1990, escribiendo y produciendo documentales. Turner Broadcasting System la contrató como ejecutiva, después de lo cual fue productora ejecutiva de CNN y luego vicepresidenta de PBS en la década de 2000.
En 2019, Atlas hizo Pushout: The Criminalization of Black Girls in Schools, que se transmite por PBS.

## Primeros años y educación
Atlas es hija de la dramaturga judía Dorothy Cohen y del dramaturgo, becado de Guggenheim, y guionista Leopold Atlas. Su padre fue investigado como comunista por el Comité de Actividades Antiestadounidenses y fue incluido en una lista negra. Testificó y nombró 37 nombres en 1953. Atlas tenía siete años cuando su padre murió en 1954 de un ataque al corazón. Asistió a la Universidad de California en Berkeley, durante el Movimiento por la Libertad de Expresión, luego se trasladó a la Escuela de Teatro, Cine y Televisión de la UCLA para realizar estudios de posgrado. En 1976, escribió una disertación sobre los sindicatos en la industria cinematográfica de Hollywood.

## Carrera como escritora
Atlas inició su carrera como periodista. Escribió un artículo sobre los hippies en KRLA Beat en agosto de 1967. Elogió a Harry Nilsson a principios de 1968. Para la revista TeenSet en 1968 entrevistó a Jimi Hendrix en su «casa alquilada en Benedict Canyon», reconocida por Atlas como la casa donde The Beatles descansaron entre las etapas de sus conciertos en 1965. Escribió reseñas de The Doors en 1968 y Steppenwolf en 1969 para Hullabaloo, uno de los primeros nombres de la revista de rock Circus. Publicó con frecuencia en Melody Maker en el Reino Unido (siendo su corresponsal en la Costa Oeste de los Estados Unidos), incluida una pieza basada en una entrevista larga y relajada con su vecina Joni Mitchell en su casa de Laurel Canyon a principios de 1970. Atlas describió su propia casa en Laurel Canyon como pequeña, con una chimenea que no funciona, en un área recientemente plagada de esmog.
Atlas hizo una vista previa del próximo álbum de Nilsson Sings Newman en 1969 para Melody Maker, hizo una reseña de The Doors nuevamente en 1971 para New Musical Express, y escribió sobre el creciente número de mujeres en el hard rock para Billboard, mencionando a Grace Slick, The Ace of Cups y Fanny, entre otros. Para Melody Maker en 1972, habló con Helen Reddy sobre «I Am Woman» y con John Prine sobre su álbum Diamonds in the Rough. En 1974, escribió sobre la popularidad de Neil Sedaka en el Reino Unido para Melody Maker. Hizo reseñas de conciertos de Aretha Franklin, The Rolling Stones, The Band, Leon Russell y escribió sobre una «aparición desastrosa» de Joe Cocker. Hizo un perfil de Neil Young y James Taylor.
También escribió para Los Angeles Free Press, comenzando con una entrevista con el director Robert Altman sobre su película de 1970 M*A*S*H. Atlas escribió artículos basados en entrevistas con los actores Mae West y George C. Scott, y un artículo de investigación sobre la historia de fondo de la película de 1974 Chinatown: las guerras del agua de California. Para Film Comment en 1975, entrevistó a Mel Brooks. Atlas fue la crítica de cine del Free Press a mediados de la década de 1970. Entrevistó a Goldie Hawn para la revista Parents en 1978. Contribuyó con reseñas para la revista de entretenimiento universitario Ampersand.
En 1989, a través de la editorial Dutton, Atlas publicó una novela de ficción, Palace of Light, con personajes ubicados dentro de la política sindical en los primeros años de Hollywood. En 1994, escribió A Century of Women, publicado a través de TBS Books como complemento de la serie de televisión de Turner Broadcasting System del mismo nombre.

## Televisión
Atlas trabajó por primera vez en la industria de la televisión como asistente de investigación de Rona Barrett en Good Morning America en 1976. Fue contratada por NBC News, y pasó cinco años como productora principal en el programa Today. En octubre de 1990, Atlas cofundó VU Productions con Pat Mitchell, para crear contenido de no ficción para Ubu Productions de Gary David Goldberg. En 1991, para VU Productions, Atlas coescribió con Mitchell el guion de Danger: Kids at Work, una película para televisión protagonizada por Amy Irving. Bajo VU Productions, Atlas y Mitchell produjeron A Century of Women en 1994 para Turner Broadcasting System (TBS), una miniserie documental de seis horas transmitida en dos episodios, narrada por Jane Fonda. A Century of Women fue nominado a un premio Emmy en 1995. En 1996, TBS eligió a Atlas para administrar la producción de Survivors of the Holocaust, y el productor ejecutivo Steven Spielberg se unió a Mitchell. El documental ganó dos premios Emmy, el primero por «Especial informativo excepcional», otorgado a los cineastas, incluidos Atlas, Mitchell, Spielberg y el director Allan Holzman, y el segundo por «Logro individual sobresaliente - Programación informativa» otorgado a Holzman por su edición de la película. También ganó un premio Peabody y un premio CableACE, este último otorgado a los cineastas en la 18.ª entrega de los premios CableACE en 1996. Atlas supervisó un documental independiente, Dying to Tell the Story (1998), sobre el fotoperiodista Dan Eldon, que fue asesinado a los 22 años en Somalia.
Después de TBS, Atlas trabajó para CNN, ascendiendo al puesto de vicepresidente y productor supervisor. Ayudó a lanzar CNN NewsStand, una revista de noticias, y fue productora ejecutiva. Con CNN, produjo el documental Soldiers of Peace: A Children's Crusade (1999), que describe a los niños en Colombia trabajando por la paz. A partir de junio de 2000 en PBS, Atlas fue vicepresidenta sénior supervisando el contenido durante seis años bajo la presidencia de Mitchell, un puesto que compartió con John Wilson. Atlas tenía su base en la costa oeste, mientras que Wilson estaba en Florida. En junio de 2006, Atlas dejó PBS cuando cerraron sus operaciones en Los Ángeles.
Atlas colaboró con Tavis Smiley en una serie de documentales para PBS. Atlas participó en siete transmisiones, entre ellas: «Un llamado a la conciencia» (2010), «Demasiado importante para fallar» (2011), «Educación bajo arresto» (2013) y «Avanzando» (2016). Una de las series trataba sobre el director de orquesta venezolano Gustavo Dudamel.
Atlas escribió y dirigió Pushout: The Criminalization of Black Girls in Schools, basada en el libro de 2016 del mismo nombre escrito por Monique W. Morris. El documental fue transmitido en 2019 por PBS y habla sobre niñas afroestadounidenses enviadas de manera desproporcionada al sistema de justicia juvenil de los Estados Unidos.

## Premios y reconocimientos
Atlas ganó un premio Peabody, un premio CableACE y un premio Emmy por la película de TBS Survivors of the Holocaust (1996). Fue nominada a dos premios Emmy más: en 1995 por A Century of Women y en 1999 por Dying to Tell the Story.